# Mumfordia spinata
Mumfordia spinata is een keversoort uit de familie schimmelkevers (Latridiidae). De wetenschappelijke naam van de soort werd in 1932 gepubliceerd door Edwin Cooper Van Dyke.